# 12e régiment de tirailleurs tunisiens
Pour les articles homonymes, voir 12e régiment.
Le 12e régiment de tirailleurs tunisiens est une unité coloniale de l'armée française.

## Création et différentes dénominations
- 1918 : Création du 12e régiment de tirailleurs algériens
- 1921 : Renommé en 12e régiment de tirailleurs tunisiens
- 1927 : Dissolution
- 1940 : Reconstitué en avril
- 1940 : Dissolution en décembre

## Drapeau du régiment
Son drapeau ne porte aucune inscription

## Personnalités ayant servi au régiment
- Joseph Casile (1905-2007), résistant français, Compagnon de la Libération.